# PR-937
A PR-937 é uma rodovia de acesso, pertencente ao governo do Paraná, que também se denomina Contorno Rodoviário de Jaguapitã, com extensão de 3,5 quilômetros, totalmente pavimentados.  O contorno se inicia na PR-454 (saída para Astorga) e se estende até o entroncamento com a PR-340 (saída para Prado Ferreira).
Esta rodovia foi denominada Contorno Pedro Marioto pela Lei Estadual nº 16.045, de 19/02/2009.